# Paul Tétar van Elven

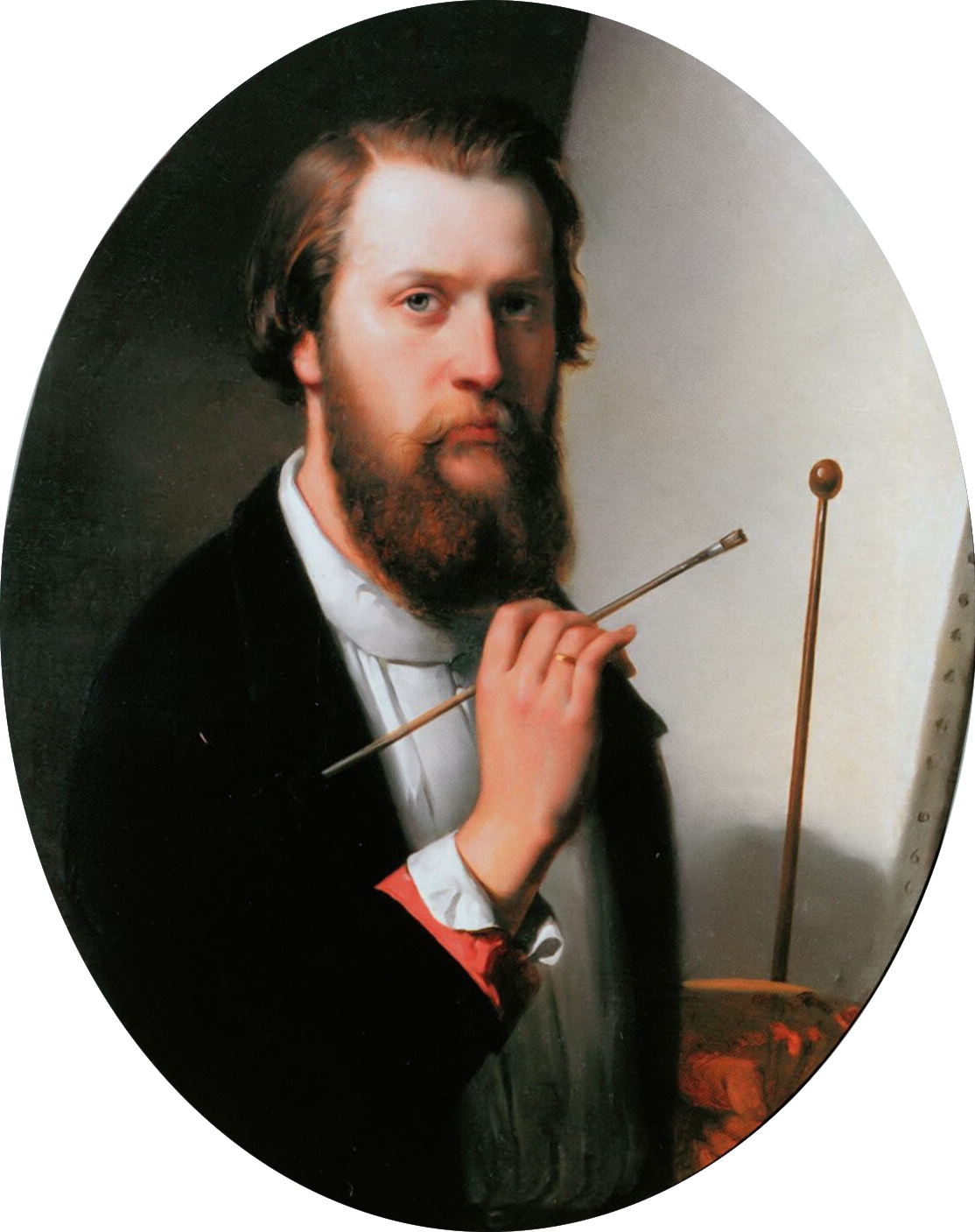
Paul Tétar van Elven (Selbstporträt)

Paul Tétar van Elven (* 13. September 1823 in Antwerpen; † 28. Februar 1896 in Scheveningen; vollständiger Name Paul Constantin Dominique Tétar van Elven) war ein niederländischer Kunstmaler und Lehrer an der Polytechnischen Schule in Delft, der Vorläuferin der Technischen Universität Delft.
Nach seiner Ausbildung in Amsterdam und Den Haag fertigte er vornehmlich Porträts und Schlachtengemälde im Stil der Alten Meister. Von 1864 bis 1894 lebte er in dem Grachtenhaus am Koornmarkt in Delft, indem er fortan seine Sammlungen aufbewahrte und das seit 1927 das Museum Paul Tetar van Elven beherbergt. Neben seinem eigenen Werk hatte Tetar eine ausgedehnte Sammlung zeitgenössischer Malereien, Möbel, Kunstgegenstände, chinesischen Porzellans sowie Delfter Fayencen und Keramik („Delfts Blauw“) zusammengetragen, die historisch noch wertvoller ist als sein eigenes Œuvre.
1925 vermachte seine Witwe (Frau Pitlo-van Duuren, Tétars zweite Frau) einer Stiftung die gesamte Sammlung einschließlich des Hauses am Koornmarkt zum Zweck der Eröffnung eines Museums, das den Namen ihres Mannes tragen solle. Am 23. Juni 1927 wurde das Museum eröffnet.
1859 patentierte er ein Panzerschiff mit Periskop.